# グッド・ファイト
『グッド・ファイト』（The Good Fight）は、CBSのストリーミング・サービス、Paramount+（旧名CBS All Access）のために製作されたアメリカの法律テレビドラマシリーズ。邦題は『The Good Fight/ザ・グッド・ファイト』（配信時）、『グッド・ファイト 華麗なる逆転』（DVDソフト）とも表記される。本作はCBS All Access初のオリジナル脚本シリーズである。このため、地上波の放送と異なり、1本の放送時間が50分前後、1シーズン10本前後の編成となっている。このシリーズはロバート・キング、ミシェル・キング、フィル・アルデン・ロビンソンが制作し、キング達が制作した『グッド・ワイフ』のスピンオフであり続編である。第1シーズンには10エピソードが含まれており、2017年2月19日に初公開され、最初のエピソードはCBSで放送され、次の9エピソードはCBS All Accessで配信された。同シリーズは当初2017年5月に放送予定だったが、制作の遅れによりCBSが新シリーズ『スタートレック:ディスカバリー』の公開を延期せざるを得なくなったため、前倒しされた。

## 概要
このシリーズはクリスティーン・バランスキーが演じるダイアン・ロックハートが巨大金融詐欺によって彼女の名付け子マイア（ローズ・レスリー）の評判と、自身の貯蓄を失った後で仕事を失い、ルッカ・クイン（クシュ・ジャンボ）と共にシカゴでも有数の法律事務所に加わってからを追っている。このシリーズには、バランスキー、レスリー、ジャンボ、エリカ・タゼル、サラ・スティール、ジャスティン・バーサ、デルロイ・リンドー、ニャンビ・ニャンビ、マイケル・ボートマン、オードラ・マクドナルドが出演し、ポール・ギルフォイルとバーナデット・ピーターズが繰り返し出演している。ロバート・キング、ミシェル・キング、リドリー・スコット、デビッド・W・ザッカー、リズ・グロッツァー、ブルック・ケネディ、アリソン・スコットが製作総指揮を務め、フィル・アルデン・ロビンソンが第一話の製作と共同脚本を担当している。
『グッド・ファイト』の第3シーズンは2019年3月14日にプレミア公開された。2019年4月、シリーズは2020年4月9日に初公開された第4シーズンに向けて更新された。 2019-20年のコロナ・ウイルス・パンデミックのために制作が停止になる前に、予定されていた10エピソードのうち8エピソードが完成し 、うち7エピソードが配信された。2019年6月、CBSは第1シーズンの全10話の再放送を開始した。
『グッド・ファイト』の第5シーズンは2021年6月24日に配信された。2021年7月、第6シーズンの制作が決定された。2022年5月30日、同年9月8日に第6シーズンが配信され、これを以てグッド・ワイフ以来約13年間に渡るシリーズ作品の制作に終止符を打つ事が発表された。
これについてキング夫妻はTV Lineのインタビューで『グッド・ファイト』終了と言う決断に至った理由を説明。あくまでも二人自身の決断である事を強調し、クオリティ管理の問題と、見え隠れし始めた消耗感が理由と話した。
「私たちは疲れてしまったんです。」と詳しく話す前に笑って述べたロバート。「どの様にシーズン6を組み立てるのかを見て、シーズンの激変する性質を考えると、もし番組を終わらせる時があるとするならば、今でした。」
ミシェルは加えて「シーズン6は私たちの国で起きている内乱について強く描いていて、それこそがこの番組の最終章で語るべき事だと感じました。」と話した。

## 設定
『グッド・ワイフ』シリーズのフィナーレから1年後、巨大金融詐欺が若き弁護士マイア・リンデルの評判を落とし、彼女の師匠であるダイアン・ロックハートの貯金を帳消しにしてしまう。二人はロックハート・デックラー・ガスマン・リー・ライマン・ギルバート＝ルーリー・カガン・タネバウム＆アソシエイツから追い出され、イリノイ州の警察の残虐事件を引き受けることで波紋を呼んでいるアフリカ系アメリカ人所有の名門事務所、レディック・ボーズマン＆コルスタッドでダイアンの元従業員ルッカ・クインと合流する。シーズン2では、ダイアンは事務所の指名パートナーになり、事務所の名前はレディック・ボーズマン＆ロックハートとなる。
この番組は当初は主にダイアン、ルッカ、マイアという3人の女性主要キャラクターのストーリーを扱っており、かなり政治的、社会的なコメントが含まれており、オルタナ右翼、MeToo運動、オンライン・ハラスメント、フェイクニュースなどの時事的な問題を探求している。長年民主党に所属していたダイアンは、新しい会社で社内政治に対応しながら再スタートを切ると同時に、トランプ政権の政治と行動にますます悩まされながら、自分がほとんど認識していない世界を乗り切って行かなければならない。
ダイアンの元従業員であるルッカ・クインは、レディック・ボーズマン＆ロックハートで確固たる地位を築いており、パートナー競争での新星であり、彼女の仕事への献身と頻繁に相手方代理人となるコリン・モレロ連邦検事とのロマンチックな絡み合いのバランスをとっている。一方、ダイアンの名付け子であるマイアは、父親のポンジ・スキームへの関与疑惑でFBIからの圧力を受けながらも、弁護士としてのキャリアを順調にスタートさせようとしている。事務所にはまた、彼らの最新の調査員となる民主党にコネを持つ知的で自信に満ちた若い女性、『グッド・ワイフ』に繰り返し登場するマリッサ・ゴールドも参加している。
『グッド・ワイフ』と同様に、この番組では、相手役の弁護士、依頼人、警察官、FBI捜査官、裁判官、政治家など、幅広い脇役キャストが活躍している。その多くは、有名なゲストスターによって演じられている。

## キャストとキャラクター

### メイン
ダイアン・ロックハート
演 - クリスティーン・バランスキー、日本語吹替 - 小宮和枝
巨大金融詐欺の後に貯金を失い、シカゴでも有数の法律事務所であるレディック・ボーズマン＆コルスタッドに入社する。シーズン2でダイアンは、名前を変更したレディック・ボーズマン＆ロックハートのネーム・パートナーとなる。事務所は後にレディック・ロックハートに改名する。
マイア・リンデル（第1〜第3シーズン）
演 - ローズ・レスリー、日本語吹替 - 鷄冠井美智子
ダイアンの名付け子で、司法試験に合格した直後にアソシエイトとしてレディック・ボーズマン＆ロックハートに入社する。
バーバラ・コルスタッド（第1シーズン、第2シーズン：ゲスト出演）
演 - エリカ・タゼル、日本語吹替 - 山賀晴代
レディック・ボーズマン＆コルスタッドのネーム・パートナだが第2シーズンの初めに事務所から離れる。
ルッカ・クイン（第1〜第4シーズン、第5シーズン：ゲスト出演）
演 - クシュ・ジャンボ、日本語吹替 - 鈴木美園
ダイアナおよびマイアと共にレディック・ボーズマン＆ロックハートで働くアソシエイト。クインは第3シーズンでRBLの離婚法の責任者になった。
エイドリアン・ボーズマン（第1〜第4シーズン、第5シーズン：ゲスト出演）
演 - デルロイ・リンドー、日本語吹替 - 辻親八
レディック・ボーズマン＆ロックハートのネーム・パートナーであり、ダイアンの財政問題の後で、ダイアンに自分の事務所での仕事をオファーする弁護士。
マリッサ・ゴールド
演 - サラ・スティール、日本語吹替 - 石井ゆかり
自身に調査の才能があることに気がつくダイアン・ロックハートのアシスタントで、のちにレディック・ボーズマン＆ロックハートの調査員。
コリン・モレロ
演 - ジャスティン・バーサ、日本語吹替 - 足立りょう太
後にルッカの息子の父親となり、イリノイ州1区の米国下院議員となる連邦検事局の成功した検事。
ジェイ・ディパーシア（第1シーズンの繰り返し出演、第2シーズン〜）
演 - ニャンビ・ニャンビ、日本語吹替 - 喜山茂雄
レディック・ボーズマン＆ロックハートの有能な主任調査員。彼の物語には在留資格が関係しており、のちにコロナ後遺症や幻覚に悩まされることなどが含まれている。
ジュリアス・ケイン（第1シーズンの繰り返し出演、第2シーズン〜現在）
演 - マイケル・ボートマン、日本語吹替 - 加藤亮夫
レディック・ボーズマン＆ロックハートのマネージング・パートナーであり、以前はロックハート／ガードナーでのダイアンのパートナー。のちに連邦判事に。贈収賄の冤罪で有罪判決を受けたが、恩赦を受けて、法律事務所顧問弁護士として事務所に復帰した。
リズ・ローレンス（旧姓レディック）（第2シーズン〜）
演 - オードラ・マクドナルド、日本語吹替 - 近内仁子
父親の死後にネーム・パートナーとして事務所に加わったネーム・パートナーのエイドリアン・ボーズマンの元妻であり、元連邦検事。
ローランド・ブラム（第3シーズン）
演 - マイケル・シーン、日本語吹替 - 宮内敦士
殺人事件の裁判でマイアと共に働く新しいカリスマ的弁護士。このキャラクターはロイ・コーンの保護を受けていると称しており、コーンとその弟子であるロジャー・ストーンに感化されている。シーンは彼を「悪魔的」に表現し、「彼は食べて、混乱させて、ファックして、人をつつきまわすことを望んでいる」と述べている。
デイヴィッド・リー（第1シーズンのゲスト、第4シーズン〜）
演 - ザック・グルニエ、日本語吹替 - 真田五郎
ダイアンの元事務所ロックハート・ガードナーの無愛想な元離婚法の責任者。現在はレディック・ボーズマン＆ロックハートを買収した国際的な法律事務所STRローリーのパートナーである。
ギャヴィン・ファース（第4シーズン）
演 - ジョン・ラロケット、日本語吹替 - 伊藤和晃
レディック・ボーズマン＆ロックハートを買収した強力な多国籍弁護士事務所、STRローリーの筆頭パートナー。
カルメン・モヨ（第5シーズン）
演 - チャーメイン・ビンワ、日本語吹替 - 多田ありさ
レディック・ロックハートの新人アソシエイト。
ハル・ワックナー（第5シーズン）
演 - マンディ・パティンキン、日本語吹替 - 小林操
コピーショップの裏に法廷を開く法的な訓練を受けていない素人。

### 繰り返し出演
ジェリー・ウォーショフスキー（第1〜2シーズン）
演 - ザッカリー・ブース
トム・ダンカンと共にレディック・ボーズマン＆ロックハートをサポートする案件を選択する資金提供者。
カート・マクベイ
演 - ゲイリー・コール、日本語吹替 - 金尾哲夫
ダイアン・ロックハートの夫。
トム・C.ダンカン（第1〜2シーズン）
演 - コーリー・コット
ジェリー・ウォーショフスキーと共にレディック・ボーズマン＆ロックハートをサポートする案件を選択する資金提供者。
サイモン・カソヴィッツ判事
演 - ウィリアム・M・フィンケルシュタイン、日本語吹替 - 石塚運昇→落合弘治（シーズン3第3話〜）
　保守的なユダヤ人裁判官。
ヘンリー・リンデル（第1〜2シーズン）
演 - ポール・ギルフォイル、日本語吹替 - 山本満太
マイアの父親で、大成功を収めたファイナンシャル・アドバイザーであり、驚異的な富を持ち、誰からも愛されている。ヘンリー、レノア、マイアの3人はシカゴの非公式なファースト・ファミリーである。ダイアンを犠牲者の1人とした巨大なポンジ・スキームを実行したとして逮捕される。
ウィルバー・ディンコン（第1〜第2および第4シーズン）
演 - アダム・ヘラー、日本語吹替 - 吉富英治
イリノイ州北部地区担当の連邦検事。
イェーシャ・マンシーニ（第1シーズン）
演 - シャリア・ラ・トゥール
父親の逮捕に端を発した法的問題でマイアの代理人を務める弁護士。
マデリーン・スターキー（第1〜2および第5シーズン）
演 - ジェーン・リンチ、日本語吹替 - 田中敦子
マイアが父親の陰謀に加担していると信じている風変わりな個性を持つ執拗なFBI捜査官。
フランチェスカ・ロヴァテッリ（第1〜第3シーズン）
演 - アンドレア・マーティン、日本語吹替 - 滝沢久美子
コリン・モレロの母親であり、下院議員になるために彼を支配する影響力を行使する。
ジャックス・リンデル（第1シーズン）
演 - トム・マクゴワン、日本語吹替 - 吉富英治
マイアの叔父。
フェリックス・ステイプルス（第1シーズン、第3シーズン〜）
演 - ジョン・キャメロン・ミッチェル、日本語吹替 - 川中子雅人
オルタナ右翼。
マイク・クレステーヴァ（第1シーズン）
演 - マシュー・ペリー、日本語吹替 - 桐本拓哉
2012年のイリノイ州知事選でピーター・フローリックに敗れた後、現在は米国司法省に勤務し、ダイアン・ロックハートとレディック・ボーズマン＆ロックハート社のシニアスタッフを含む捜査を担当する弁護士。
レノア・リンデル（第1〜2シーズン）
演 - バーナデット・ピーターズ、日本語吹替 - 井上喜久子
マイアの母親。厳しい労働者階級の出身で、生まれながらに素晴らしい金融の天才。彼女、ヘンリー、マイアはシカゴの非公式なファーストファミリーである。
エルズベス・タシオーニ（第1〜第2シーズン）
演 - キャリー・プレストン、日本語吹替 - 伊倉一恵
風変わりだが頭のいい弁護士。
ガブリエル・コヴァック（第1〜第2および第4シーズン）
演 - フィッシャー・スティーヴンス、日本語吹替 - 平田広明
無能な三流の弁護士。
バリー・ポー（第2シーズン〜）
演 - タイロン・ミッチェル・ヘンダーソン、日本語吹替 - 辻井健吾
刑法専門のレディック・ボーズマン＆ロックハートおよびレディック・ロックハートの出資パートナー。
エイミー・ブレスリン（第1〜2シーズン）
演 - ヘレン・ヨーク、日本語吹替 - 秋吉美桜
州検察官補でマイアのガールフレンド。
ソロモン・ウォルツァー（第2シーズン〜）
演 - アラン・アルダ、日本語吹替 - 小島敏彦
目的を達成するために不正な戦術を使用する全米的法律事務所の有名な弁護士。
イアン・ローレンス警部（第2シーズン〜）
演 - ウェンデル・B・フランクリン、日本語吹替 - 佐瀬弘幸
リズの夫でシカゴ市警の警官。2人はシーズン3で離婚手続きを始める。
タラ・ストローク（第2〜3シーズン）
演 - テイラー・ラウダーマン
ドナルド・トランプと関係を持っていたと主張するポルノスター。
ルース・イーストマン（第2および第5シーズン）
演 - マーゴ・マーティンデイル、日本語吹替 - 磯辺万沙子
民主党全国委員会のコンサルタント。
タリー（第2シーズン）
演 - ティム・マシスン、日本語吹替 - 大林隆介
ダイアンと性的関係を持つ左翼の抗議者。
トリグ・ムラニー判事（第2シーズン）
演 - ロブ・マクルーア
最近トランプ大統領に任命された、法律をほとんど理解していない無知な判事。
フランク・ランドー（第2シーズン〜）
演 - マイク・ニュースキー、日本語吹替 - 佐々木省三
シカゴ地域の民主党の顔役。
ナオミ・ニヴォラ（第2シーズン〜）
演 - キーシャ・シャープ、日本語吹替 - 永吉ユカ
エイドリアンとの過去がある#MeToo疑惑を調査するニュースアンカー。第3シーズンでジェイとデートする。
ポリー・ディーン（第3シーズン）
演 - ローレン・パッテン、日本語吹替 - 多田沙綾
ダイアンのレジスタンスグループのメンバー。
シャーロット・ヘイズウッド判事（第3シーズン〜）
演 - タンベルラ・ペリー、日本語吹替 - 髙梨愛
ローレンスの離婚裁判の判事で、エイドリアンと関係を持ってしまう。
レイチェル・マックス（第3シーズン）
演 - キャサリーン・シンドル、日本語吹替 - 中村綾
ダイアンのレジスタンスグループのメンバー。
ケイレブ・ガーリン（第4〜第5シーズン）
演 - ヒュー・ダンシー
STRローリーの写真的記憶力を有する若手弁護士、多国籍事務所の「目と耳」としてレディック・ボーズマン＆ロックハートに送り込まれる。
ビアンカ・スカイ（第4シーズン）
演 - チャステン・ハーモン
ルッカの友人となる、レディック・ボーズマン＆ロックハートの裕福なクライアント。
デル・クーパー（第5シーズン）
演 - ウェイン・ブレイディ、日本語吹替 - 多田広輝
アレグラ・デュラドー（第5シーズン）
演 - ワンダ・サイクス

### ゲスト

#### 第1シーズンから
ハワード・ライマン（第1〜2シーズン）
演 - ジェリー・アドラー
ダイアン・ロックハートのかつての事務所の老年期のパートナーであり、現在は裁判官であり、男尊女卑的でステレオタイプな傾向を示している。
スザンヌ・モリス判事（第1〜2シーズン）
演 - ベッキー・アン・ベイカー、日本語吹替 - 津田匠子
アルマ・ホフ、ライバル事務所の強力な弁護士
コリン・スウィーニー（第1〜2シーズン）
演 - ディラン・ベイカー、日本語吹替 - 仲野裕
事務所のクライアントであり、多くの犯罪から逃れてきた連続殺人犯の可能性が高い。
ドン・リンデン（第1シーズン）
演 - マーク・リン＝ベイカー、日本語吹替 - 佐々木睦
判事。
ジェイソン・ビッグス（第1シーズン）
演 - ジェイソン・ビッグス、日本語吹替 - 坂詰貴之
ビットコインの開発に関わった大金持ちの起業家で、米国当局に指名手配されている。
カール・レディック（第1シーズン）
演 - ルイス・ゴセット・ジュニア、日本語吹替 - 糸博
セミリタイアしたボーズマン・レディックのネーム・パートナー。第2シーズンの前に死亡。シーズン3では、彼が秘書や会社のテープ起こし担当者などをレイプしていたことが明らかになる。
ニール・グロス（第1シーズン）
演 - ジョン・ベンジャミン・ヒッキー
インターネット企業Chumhum（チャムハム）のオーナー。
レニー（第1〜2シーズン）
演 - ジェイン・ハウディシェル
リンデルのスキャンダル後にダイアンとの関係を切ることになるライバル会社にいるダイアンの友人。
アンドレア・スティーヴンス（第1〜2シーズン）
演 - クリスティーン・ラーティ 、日本語吹替 - 横尾まり
映画やテレビが絡む事件ではボーズマン、レディックの反対側に登場することが多いロサンゼルス出身の高飛車な弁護士。
アンバー・ウッド＝ルッツ（第1〜2シーズン）
演 - グレタ・リー、日本語吹替 - 松井茜
ライバル事務所の若手弁護士で、法廷での卑劣な戦術を隠すために笑顔を浮かべている。
チャールズ・アバナシー（第1〜2シーズン）
演 - デニス・オヘア 、日本語吹替 - 志村知幸
保守的な訴訟家に有利な過大賠償をさせた、リベラルと社会主義の傾向が強い裁判官。
カイル・ギャロ（第1シーズン）
演 - ケヴィン・ポラック
判事。
スペンサー・ズショウ（第1、第3および第5シーズン）
演 - アーロン・トヴェイト
連邦検事補。

#### 第2シーズンから
バール・プレストン（第2シーズン）
演 - F・マーリー・エイブラハム、日本語吹替 - 廣田行生
主に映画スタジオや富裕層の代理人をつとめるロサンゼルスの仰々しい弁護士。
ダニー・クイン（第2シーズン）
演 - オッバ・ババチュンド
ルッカの父親。
カーター・シュミット（第2シーズン）
演 - クリスチャン・ボール
挑戦的なライバル弁護士。
レイモンド・ビショップ（第2シーズン〜）
演 - マイク・コルター、日本語吹替 - 斎藤志郎
刑務所から出所した後、ダイアンを弁護士として雇っているシカゴの麻薬王であり、犯罪の首謀者。
ピーター・ダナウェイ（第2シーズン〜）
演 - カート・フラー、日本語吹替 - 安井邦彦
ダイアンの以前の事務所では彼女のパートナーにほとんど時間を割けなかった厳格だが公正な判事。
ナンシー・クロージャー（第2および第5シーズン）
演 - メイミー・ガマー、日本語吹替 - 小暮智美
手強いライバル弁護士で、甘美な裁判のやり方で裁判官を魅了する。
ホリー・ウェウトフォール（第2シーズン）
演 - メーガン・ヒルティ
弾道学の専門家であり、カートがダイアンと結婚していた時に不倫関係にあったカートの元弟子。
モニカ・ティモンズ（第2および第4シーズン）
演 - ニッキ・M・ジェームス、日本語吹替 - 長尾明希
雇用における人種的偏見でダイアンの以前の事務所を訴えた若いアフリカ系アメリカ人の弁護士。
ディードレ・クイン（第2シーズン）
演 - ジュディス・ライト
ルッカの母親。
ジェフリー・ソロモン（第2シーズン）
演 - リチャード・メイサー
リラックスした調停者。
クラウディア・フレンド判事（第2シーズン）
演 - ビビ・ニューワース、日本語吹替 - 加藤沙織
実用的なアプローチを使った、ばかげていない裁判官。
ジョシュ・ブリックナー（第2および第4シーズン）
演 - ロブ・ライナー、日本語吹替 - 村松康雄→長克巳
判事。
レイチェル・ダブレジル（第2シーズン）
演 - アシュレイ・シャープ・チェスナット
元ミス・ハイチでドミニカ・ソコロフの友人。
チャールズ・レスター（第2および第5シーズン）
演 - ウォーレス・ショーン、日本語吹替 - 小高三良
レモンド・ビショップの恐ろしい個人弁護士であり、目撃者を失踪させることで知られるフィクサー。
オリバー・ワレンシュタット（第2シーズン）
演 - マット・ウォルシュ
判事。

#### 第3シーズンから
ウェイド・V（第3シーズン）
演 - タイタス・バージェス
スターのスタイリスト。
マタン・ブロディ（第3シーズン）
演 - クリス・バトラー、日本語吹替 - 樋渡宏嗣
シカゴ担当州検事補。
ゲイリー・カー
演 - 本人（第3シーズン）
役作りのためのリサーチとして仕事中のルッカを観察する俳優。
パメラ・ファーリー（第3シーズン）
演 - ジェーン・カーティン、日本語吹替 - 有川知江
判事。
ヴァレリー・ペイザー（第3シーズン）
演 - ケイティ・フィナーラン
シカゴのレジスタンスグループのリーダー。
「メラニア・トランプ」役（第3シーズン）
演 - ジーナ・ガーション
ブレンダ・ディカルロ（第3シーズン）
演 - シェリル・ハインズ
ChumHumが会社の性的不正行為を調査するために雇った調査員。
バーノン・ジョーダン（第3シーズン）
演 - 本人、日本語吹替 - 五王四郎
アラン・デイヴィス（第3シーズン）
演 - リチャード・カインド、日本語吹替 - 山本満太
判事。
ゲイル・イーノ（第3シーズン）
演 - キャシー・ナジミー
判事。

#### 第4シーズンから
レオラ・クーン（第4シーズン）
演 - リンダ・エモンド、日本語吹替 - 福寿奈央
規則に厳格な軍事法廷の裁判官。
ブライアン・ニーフ（第4シーズン）
演 - ラウル・エスパルザ
STRローリーの人を見下した訴訟責任者。
ジョナ（第4シーズン）
演 - エリック・キング
ニア・ロジャース（第4シーズン）
演 - ロレイン・トゥーサント、日本語吹替 - 宮寺智子
オリンピック委員会を代表する弁護士。

#### 第5シーズンから
デヴィッド・コード（第5シーズン）
演 - スティーヴン・ラング、日本語吹替 - 及川いぞう

## エピソード
| シーズン | シーズン | 話数 | 話数 | 放送期間      | 放送期間      |
| シーズン | シーズン | 話数 | 話数 | 初回放送      | 最終回放送    |
| -------- | -------- | ---- | ---- | ------------- | ------------- |
|          | 1        | 10   | 10   | 2017年2月19日 | 2017年4月16日 |
|          | 2        | 13   | 13   | 2018年3月4日  | 2018年5月27日 |
|          | 3        | 10   | 10   | 2019年3月14日 | 2019年5月16日 |
|          | 4        | 7    | 7    | 2020年4月9日  | 2020年5月28日 |
|          | 5        | 10   | 10   | 2021年6月24日 | 2021年8月26日 |

## 制作

### 開発
2016年2月、スピンオフについて尋ねられたミシェルとロバート・キングは、スピンオフシリーズの可能性があると述べた。2016年5月、CBSはダイアン・ロックハート役のクリスティーン・バランスキーが再び出演するスピンオフを立ち上げるための最終交渉に入っていたが、そのスピンオフはネットワークではなくCBS All Accessで放送されることになった スピンオフは5月18日に正式にシリーズ化が決定し、クシュ・ジャンボも復帰した。2016年9月には、10エピソードのスピンオフ作品が2017年2月に初演されることが確認されており、ストーリーはオリジナルシリーズの最終エピソードから1年後に設定され、ダイアンの被保護者が関与する金融詐欺が彼女の貯蓄を一掃した後、ダイアンが自分の事務所から追い出され、その結果、彼女はルッカ・クインが働く事務所に移動することになる。同シリーズは当初2017年5月に放送される予定だったが、制作の遅れによりCBSが新シリーズ『スタートレック:ディスカバリー』のプレミアを延期せざるを得なくなったため、2017年2月に前倒しされた。 数ヶ月に及ぶ憶測の末、CBSは2016年10月31日にスピンオフシリーズのタイトルを明らかにし、そのタイトルが The Good Fight （『ザ・グッド・ファイト』）であることを明らかにした。2017年2月19日に『ザ・グッド・ファイト』が公開されることが発表された。 CBSは2016年12月18日、初回とその後のエピソードの映像を収録したスピンオフの第1弾予告編を公開した。
2017年3月15日、CBS All Accessは、13話とエピソード数を増やして2シーズン目への更新を行い、2018年3月4日に配信開始された。2018年5月2日、シリーズは第3シーズンに更新された。2019年1月、シーズン3が2019年3月14日に公開されることが発表された。
2019年4月23日、同シリーズは2020年4月9日に公開の第4シーズンに更新された。2019-20年のコロナ・ウイルス・パンデミックのために番組制作が停止する前に、予定されていた全10話のうちの7話だけが完成していた。2020年5月14日、CBS　All Accessはシリーズの第5シーズン制作を決定した。2021年5月、第5シーズンはParamount+で、2021年6月２４日に公開されると発表された。2021年７月20日、Paramount+は第6シーズンの制作を決定したh season.
。
第2シーズンのフィナーレから始まり、第3シーズンではより顕著に、エピソードに関連した話題について語る、ジョナサン・コールトンが執筆し、ヘッドギア・アニメーションが制作したミュージックビデオのアニメーションが、エピソードに頻繁に登場するようになっている。コールトンは、キング達の以前のシリーズ BrainDead に関与しており、このシリーズは、歌手が演奏した音楽の要約を特徴としていた。セグメントでは、弾劾プロセス、秘密保持契約、ロシアのトロールなどのトピックを議論しているにもかかわらず、Schoolhouse Rock! シリーズとの対比として描かれている。クールトンはキング達の「フォーム自体を実際に台無しにしたり、第4の壁を少し突いたりする感度」を共有し、これらの間奏曲のコンテンツに関しては、比較的多くの創造的な自由を与えられている。しかし、CBSはシーズン3のエピソードから中国の検閲について話したセグメントの削除を要求した。ネットワークは、削除されたコンテンツを視聴者に知らせるプラカードの挿入を許可することに同意した。

### キャスティング

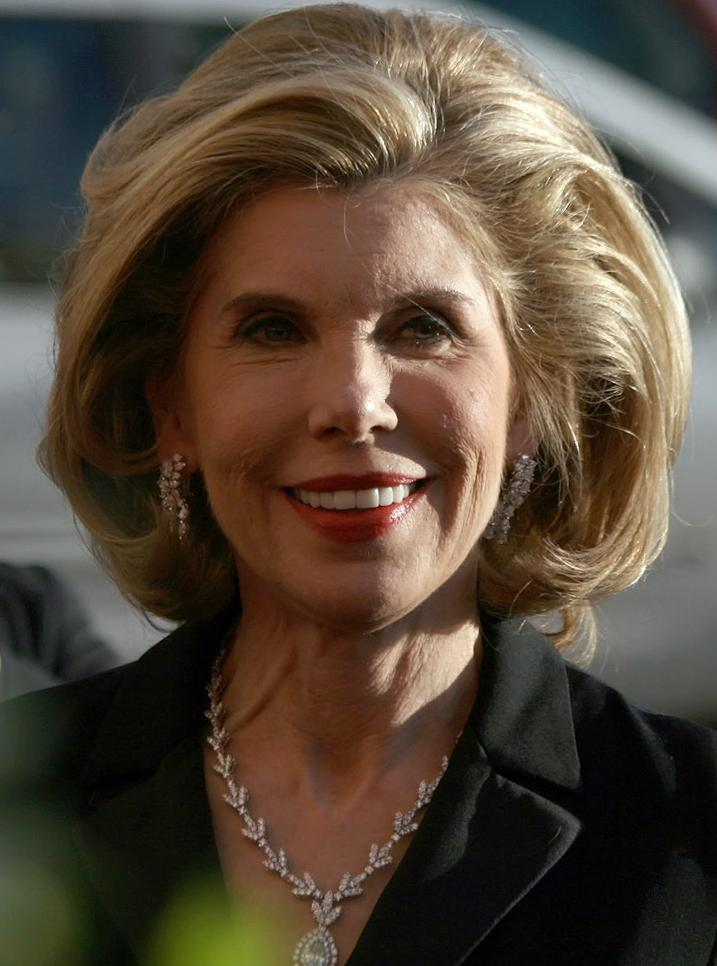
主演のダイアン・ロックハート役を演じるクリスティーン・バランスキー

2016年5月、CBSはダイアン・ロックハート役の再演をクリスティン・バランスキーと、同様にクシュ・ジャンボが再演することを最終交渉中だった。シリーズが取り上げられた後、ジャンボがルッカ・クイン役で再登場することが発表された。2016年9月17日に Deadline が発表したところによると、サラ・スティールがキャストに追加されてマリッサ・ゴールド役で復帰し、ダイアン・ロックハートの秘書から調査員に転身した役で出演することが明らかになった。2016年10月12日、元『ゲーム・オブ・スローンズ』のスター、ローズ・レスリーが主演にキャスティングされたことが発表され、司法試験に合格したばかりのダイアンの名付け子で、ダイアンの事務所に入社するマイア役を演じることが明らかになった。
その翌日、 The Hollywood Reporter は、ダイアンの同僚や依頼人を密告する弁護士の「ロバート」・ボーズマン役にデルロイ・リンドーがキャスティングされたと発表した。リンドーのキャラクターのファーストネームは「エイドリアン」に変更された。2016年10月27日に Deadline が報じたところによると、同番組はマイアの両親役としてポール・ギルフォイルとバーナデット・ピータースをリピーターとして追加したという。ギルフォイルは驚異的な富を持ち、誰からも愛される大成功を収めたファイナンシャル・アドバイザーであるマイアの父ヘンリーを演じることになった。ピータースのキャラクターであるレノアは、厳しい労働者階級の出身で、生来の優秀な金融の才覚を持つ女性として描かれている。2016年10月31日、『JUSTIFIED 俺の正義』の卒業生エリカ・タゼルがシリーズレギュラーとしてキャストに加わったことが発表された。
2016年11月7日、ゲイリー・コールがダイアンの夫カート・マクヴェイ役を再演することが発表された。2016年11月11日、ザック・グルニエ、ジェリー・アドラー、キャリー・プレストンがゲストとして復帰し、デヴィッド・リー、ハワード・ライマン、エルスベス・タシオニのそれぞれの役を再演することが確認された。2016年11月18日、アメリカ連邦検事局の新星であり、ルッカの愛人でもあるコリン役として、ジャスティン・バーサがシリーズレギュラーに加わったことが発表された。2017年8月1日、オードラ・マクドナルドが『グッド・ワイフ』第4シーズンからの再演となるリズ・レディック役として第2シーズンのメインキャストに追加され、マイケル・ボートマンとニャンビ・ニャンビがメインキャストに昇格したことが発表された。2018年11月7日、マイケル・シーンが第3シーズンのメインキャストに加わったことが報じられた。2020年2月20日、リンドーは自分が第４シーズンの後でレギュラーから外れることを発表した。ジャンボもまた第4シーズンの終了をもって番組から離れた。かしながら、COVID-19の影響でシーズンが短縮されたため、ルッカ・クインやエイドリアン・ボーズマンが番組を離れるための十分なストーリーを展開することができなかった。2021年1月27日、チャーメイン・ビンワが第5シーズンの新しいレギュラーとして配役された。2021年3月5日、マンディ・パティンキンが第5シーズンの新しいレギュラーに加わった。2021年4月5日、ジャンボとリンドーが第5シーズンで自分たちのストーリーを補完するためにゲスト出演していると報じられた。
なお、前作の主人公であるアリシア・フロリックを演じたジュリアナ・マルグリーズはギャラがゲスト出演者並である事を理由に出演していない。

## 国際的な放送
2017年2月8日、このシリーズはカナダでコーラス・エンターテイメントによってピックアップされ、彼らのケーブルチャンネルであるWネットワークで放送されることになり、このシリーズのアメリカでの放送はコーラスの放送システムグローバルによって同時放送されることになった。
2017年3月2日、チャンネル4は、同チャンネルでの先行シリーズ『グッド・ファイト』の成功を受けて、More4チャンネルのシリーズの英国での放送権を獲得したことを確認した。同シリーズは2017年3月30日にMore4でデビューした。
HBOは2017年6月1日にヨーロッパの様々な地域で第1シーズンの全10話の放送を開始したが、インドのZee Entertainment Enterprisesは、インドで『グッド・ワイフ』を放送していた英語の総合エンターテイメントチャンネルZee Caféのために、『グッド・ファイト』の独占有料放送権を取得した。
日本ではAmazonプライム・ビデオで字幕版と吹替版が『The Good Fight／ザ・グッド・ファイト』の邦題で配信されている。パラマウント・ピクチャーズから『グッド・ファイト 華麗なる逆転』（ - かれいなるぎゃくてん）との邦題でソフト化されている。またNHK総合テレビでシーズン1と2がそれぞれ『グッド・ファイト』、『グッド・ファイト2』の邦題で放送されている。

## 評価

### 評論家の反応
| シーズン | Rotten Tomatoes  | Metacritic       |
| -------- | ---------------- | ---------------- |
| １       | 98% (57 reviews) | 80 (45 reviews)  |
| 2        | 96% (28 reviews) | 70 (5 reviews)   |
| 3        | 96% (23 reviews) | = 83 (8 reviews) |
| 4        | 95% (20 reviews) | = 84 (7 reviews) |
| 5        | 90% (10 reviews) | = 85 (4 reviews) |

『グッド・ファイト』は、広く評論家の賞賛を受けている。Rotten Tomatoesは、54人の批評家からのレビューに基づいて98％の評価と8.18/10の平均評価でファーストシーズンを授与した。同サイトの批評的コンセンサスは「CBSオールアクセスの幸先の良い始まりであるThe Good Fightは、前身の作品をしっかりと踏襲しながら、新しいストーリーテリングのスタイル、より広い物語の範囲、そしてそのリードのためのチャンスを可能にする一方で、人間の葛藤に関連性のある新たな領域を探求する」と述べている。Metacriticでは第1シーズンは25人の批評家からのレビューに基づいて80点のスコアを得ており、「概ね良好なレビュー」を示している。
ロサンゼルス・タイムズ紙は、『グッド・ファイト』のクリエイターであるロバートとミシェル・キングが「まだグッドワイフの魔法を持っていた」と示唆し、『グッド・ワイフ』はシーズン6と7が平凡なレビューを受けた後、『グッド・ワイフ』は「すでにそのコースを実行していた」としながらも、「彼らはただ、その架空の宇宙からより多くの物語を採掘し続けることができるようにするために、クリーンな状態を必要としていた」としている。また、アリシア・フロリック（ジュリアナ・マルグリーズ）の恋愛が泥沼化し、「ロマンチックな緊張感」を中心に据えた『グッド・ワイフ』とは異なり、『グッド・ファイト』は、人間関係が「物語を動かすプロットポイントではない」ため、「物語の舵取りを逆にしてくれる爽やかな作品」と評価されている。『ザ・グッド・ファイト』は近年の他のテレビシリーズがリブートかリメイクであるため、テレビシリーズのスピンオフの稀な成功例とみなされている。
エミリー・ヴァンダーワーフは、Vox.comに向けて執筆し、番組の巧妙な政治テーマの使用を賞賛し、『グッド・ワイフ』は「リベラルな偽善」と道徳的妥協の本質についての解説である一方で、『ザ・グッド・ファイト』はより真摯な「リベラルな価値観の擁護」として際立っており、この番組に説得力のある「存在理由」を与えているとコメントしている。
第2シーズンは28のレビューに基づいてRotten Tomatoesで96％の支持率を持っており、9.43/10の平均評価を得ている。同サイトの批評的なコンセンサスは、「怒っていても楽しい『ザ・グッド・ファイト』は、その巧みなフィクション化されたプロットで、現在の政治的な出来事を自信を持って表現している」としている。Metacriticでは第2シーズンは5人の批評家からのレビューに基づいて70点を獲得しており、「概ね好意的なレビュー」を示している。
第3シーズンは、Rotten Tomatoesで21のレビューに基づいて95％の支持率を獲得しており、平均評価は9/10となっている。同サイトの批評的コンセンサスでは、「グッドファイトの第3シーズンは、テレビで最高のドラマの1つを作るために、ショーのセンセーショナルな喜びを維持しながら、社会的なコメンタリーを倍増させて、パンチを使わない」と書かれている。Metacriticでは、第3シーズンは7人の批評家からのレビューに基づいて83点のスコアを獲得しており、「普遍的な賞賛」を示している。
第4シーズンは、Rotten Tomatoesで20のレビューに基づいて95％の支持率を獲得しており、平均評価は9/10となっている。同サイトの批評的コンセンサスでは、「『ザ・グッドファイト』は、ショーの強みを発揮する、大袈裟で完全に魅力的な第4シーズンでトップの形を維持している」と書いている。Metacriticでは、第4シーズンは7人の批評家からのレビューに基づいて83点のスコアを獲得しており、「普遍的な賞賛」を示している。
第5シーズンは、Rotten Tomatoesで１0のレビューに基づいて90％の支持率を獲得しており、平均評価は7.5/10となっている。同サイトの批評的コンセンサスでは、「『ザ・グッドファイト』の第5シーズンは、独特の不条理なスタイルで挑戦的な時事問題に立ち向かい続けている」と書いている。Metacriticでは、第5シーズンは4人の批評家からのレビューに基づいて85点のスコアを獲得しており、「普遍的な賞賛」を示している。

### 表彰
| 年   | 賞                       | カテゴリー                           | 候補者                                                     | 結果       | 備考   |
| ---- | ------------------------ | ------------------------------------ | ---------------------------------------------------------- | ---------- | ------ |
| 2017 | ゴールド・ダービー賞     | 最優秀ドラマゲスト女優               | キャリー・プレストン                                       | ノミネート | [ 79 ] |
| 2017 | プライムタイム・エミー賞 | 傑出した主題歌部門                   | デヴィッド・バックリー                                     | ノミネート | [ 80 ] |
| 2018 | 批評家選出テレビ賞       | 最優秀ドラマシリーズ女優             | クリスティーン・バランスキー                               | ノミネート | [ 81 ] |
| 2018 | 批評家選出テレビ賞       | 最優秀ドラマシリーズ助演男優         | デルロイ・リンドー                                         | ノミネート | [ 81 ] |
| 2018 | 批評家選出テレビ賞       | 最優秀ドラマシリーズ助演女優         | クシュ・ジャンボ                                           | ノミネート | [ 81 ] |
| 2018 | プライムタイム・エミー賞 | 傑出したオリジナル楽曲および歌詞     | ジョナサン・コールトン (曲 "High Crimes and Misdemeanors") | ノミネート | [ 82 ] |
| 2018 | テレビ批評家賞           | ドラマにおける傑出した実績           | 『ザ・グッド・ファイト』                                   | ノミネート | [ 83 ] |
| 2019 | 批評家選出テレビ賞       | 最優秀ドラマシリーズ                 | 『ザ・グッド・ファイト』                                   | ノミネート | [ 84 ] |
| 2019 | テレビ批評家賞           | ドラマにおける傑出した実績           | 『ザ・グッド・ファイト』                                   | ノミネート | [ 85 ] |
| 2019 | テレビ批評家賞           | ドラマにおける個人の実績             | クリスティーン・バランスキー                               | ノミネート | [ 85 ] |
| 2020 | 批評家選出テレビ賞       | 最優秀ドラマシリーズ                 | 『ザ・グッド・ファイト』                                   | ノミネート | [ 86 ] |
| 2020 | 批評家選出テレビ賞       | ドラマシリーズにおける最優秀女優     | クリスティーン・バランスキー                               | ノミネート | [ 86 ] |
| 2020 | 批評家選出テレビ賞       | ドラマシリーズにおける最優秀助演男優 | デルロイ・リンドー                                         | ノミネート | [ 86 ] |
| 2020 | 批評家選出テレビ賞       | ドラマシリーズにおける最優秀助演女優 | オードラ・マクドナルド                                     | ノミネート | [ 86 ] |
| 2020 | テレビ批評家賞           | 最優秀ドラマシリーズ                 | 『ザ・グッド・ファイト』                                   | ノミネート | [ 87 ] |
| 2021 | 批評家選出テレビ賞       | 最優秀ドラマシリーズ                 | 『ザ・グッド・ファイト』                                   | ノミネート | [ 88 ] |
| 2021 | 批評家選出テレビ賞       | ドラマシリーズにおける最優秀女優     | クリスティーン・バランスキー                               | ノミネート | [ 88 ] |